# Paul Robinson (grimpeur)
Pour les articles homonymes, voir Paul Robinson et Robinson.
Paul Robinson, né le 28 août 1987 dans le New Jersey aux États-Unis, est un grimpeur professionnel. Il est connu pour ses réalisations en escalade de bloc et pour ses résultats en compétition. Il fait aussi des études d'arts avec une spécialisation dans la peinture.

## Biographie
Paul Robinson commence l'escalade à l'âge de 11 ans à Vertical Reality, une petite salle d'escalade située dans le sud du New-Jersey. Il fait de la compétition durant 3 ans mais n'étant pas satisfait de ses résultats, il se tourne vers l'escalade de bloc. Dès lors, il commence à parcourir le monde afin de réaliser les blocs les plus impressionnants et difficiles du monde. En 2008, il participe à la coupe du monde d'escalade à Vail aux États-Unis où il finit troisième en catégorie bloc et lors du championnat national de bloc des États-Unis (American Bouldering Series), il finit 1er à Boulder. En 2009, il fait un voyage à Rocklands en Afrique du Sud avec Daniel Woods et Tommy Caldwell.

## Style de grimpe
Paul Robinson pratique essentiellement l'escalade de bloc en extérieur. Il est connu pour sa capacité à tenir des prises extrêmement petites.

## Ascensions remarquables
Paul Robinson a notamment fait l'ascension de Lucid Dreaming (8C/V15).

## Palmarès
| Année | Lieu                      | Compétitions                                    | Médaille                   |
| ----- | ------------------------- | ----------------------------------------------- | -------------------------- |
| 2007  | Baltimore, MD, États-Unis | Championnat national American Bouldering Series | Médaille d'argent en bloc  |
| 2008  | Boulder, CO, États-Unis   | Championnat national American Bouldering Series | Médaille d'or en bloc      |
| 2008  | Vail, CO, États-Unis      | Coupe du monde d'escalade                       | Médaille de bronze en bloc |
| 2009  | Boulder, CO, États-Unis   | Championnat national American Bouldering Series | Médaille d'argent en bloc  |

## Sponsors
Paul Robinson est sponsorisé par La Sportiva pour ses chaussures, par Black Diamond pour ses crash-pads et par Prana.

## Filmographie
- (en) Dosage Vol. V, de Big UP Productions (prod.) et de Josh  Lowell (réal.), 15 septembre 2008, DVD [présentation en ligne]
- (en) Progression, de Big UP Productions (prod.) et de Josh  Lowell (réal.), 1er octobre 2009, DVD [présentation en ligne]
- (en) [vidéo] « The Insiders, un court-métrage de Big UP Productions, 14 mai 2009 », sur YouTube
- (en) Reel Rock Tour 2010, de Big UP Productions, 2010, DVD [présentation en ligne]
- (en) Welcome to the Hood de Paul  Robinson, 2 avril 2012, DVD [présentation en ligne]